# Rainer Holtschneider
Rainer Holtschneider (* 17. März 1948 in Hamm) ist ein deutscher Jurist. Er war von 1998 bis 2002 Staatssekretär im Ministerium für Inneres des Landes Sachsen-Anhalt.

## Leben
Holtschneider studierte von 1968 bis 1972 Rechtswissenschaften in Münster und Marburg. Er legte das 1. Staatsexamen 1972 in Marburg und nach seinem Referendariat von 1972 bis 1975 in Bayern und Niedersachsen das 2. Staatsexamen im Jahr 1975 ab.
Er begann 1975 seinen beruflichen Weg im öffentlichen Dienst beim Bundeskartellamt in Berlin. Im Jahr 1980 verließ er das Bundeskartellamt und wurde Dozent an der Fachhochschule des Bundes für öffentliche Verwaltung in Köln. Ab Ende 1987 übernahm er zudem eine Professur an der Fachhochschule. Er schloss an der Universität Bremen 1990/1991 seine Promotion zur Wirksamkeit von Rechtsnormen ab.
Anschließend wurde er 1991 Assistent des SPD-Fraktionsvorsitzenden Hans-Jochen Vogel (SPD) für die Gemeinsame Verfassungskommission (GVK). Im Jahr 1993 übernahm er unter Minister Hans Peter Bull (SPD) die Leitung der Ausländer- und Bauabteilung des Ministeriums für Inneres des Landes Schleswig-Holstein in Kiel. Er stieg 1998 unter Minister Manfred Püchel (SPD) zum Staatssekretär im Ministerium für Inneres des Landes Sachsen-Anhalt auf und war dort unter anderem für die Gebiets- und Verwaltungsreform zuständig. Im Jahr 2002 wurde Klaus Jeziorsky (CDU) neuer Innenminister und Holtschneider verließ das Innenministerium und war anschließend von 2003 bis 2007 als Berater für die Föderalismuskommission I bei der SPD-Bundestagsfraktion und des Vorsitzenden Franz Müntefering tätig.
Danach war Holtschneider von 2007 bis 2016 als freiberuflicher Berater und Gutachter in Verfassungsfragen (Kompetenzabgrenzung zwischen Bund und Ländern) tätig. Unter anderem für das Bundesministerium für Arbeit und Soziales und unterschiedliche Landesregierungen, zuletzt für den Senat der Freien und Hansestadt Hamburg. Er wurde am 21. September 2016 Mitglied des Nationalen Normenkontrollrates.

## Ehrungen und Auszeichnungen
- 2021 Willy-Brandt-Medaille für 50 Jahre Mitgliedschaft in der SPD und besondere Verdienste in Verfassungsreformfragen.